# 朝凌高速铁路
朝凌高速铁路，即京沈与盘营客专联络线，起自京沈客运专线辽宁朝阳站，终至秦沈客运专线凌海南站，线路全长105.854千米，全线共设4个车站。是一条连接京沈客运专线与秦沈客运专线、盘营客运专线的联络线。2021年8月3日开通。

## 概述
朝凌高速铁路位于辽宁省朝阳市和锦州市境内，既是东北地区铁路快速客运系统的组成部分，同时也是辽宁省城际客运网的一部分，是京沈进出关铁路客运通道的延伸，是北京、承德、朝阳、蒙西、蒙东锡盟地区与辽宁省南部地区旅客交流便捷的快速客运通道。线路自京沈客运专线辽宁朝阳站引出，沿线经过朝阳市龙城区、燕都新区、北票市及锦州市义县、凌海市、古塔区和太和区，至秦沈客运专线凌海南站止，正线全长105.854公里，设计速度目标值为时速350公里，沿途设巴图营站和锦州北站。

## 历史
朝凌高速鐵路的建設目的是為连接京沈客运专线和哈大客运专线这两个350km/h级别的客运专线，和秦沈客运专线250km/h级别的客运专线。连接哈大与秦沈的联络线盘营客运专线已于2013年建設完成。朝凌高速鐵路设计之初名為盘朝客运专线，线路的起始点是盘营客运专线的盘锦北站附近的赵荒地线路所，后来规划变更，决定先期建设凌海南站至辽宁朝阳站段，起点由盘锦北站移动到了秦沈客运专线的凌海南站，其工程名称为“朝阳至秦沈高铁凌海南站铁路联络线”。
2016年11月16日，朝凌高速铁路获得中华人民共和国国家发展和改革委员会批复。
2017年10月1日，朝凌高速铁路开工建设。
2019年8月20日，西团山子隧道顺利贯通；9月19日，燕都隧道顺利贯通。
2019年9月28日，中国东北地区最大跨度铁路转体桥——朝阳至凌海铁路客运专线跨锦阜高速公路转体桥成功转体。
2020年6月凌海南站更名为锦州东站，同年11月末车站正式挂牌。
2020年11月30日，朝凌高铁无砟轨道施工完成。
2021年7月9日起，进入按图试运行阶段，2021年8月3日开通运营，车票则于2021年8月1日19时30分开售。

## 車站
| 車站名稱   | 里程 | 所在區域           | 轉乘路線     |
| ---------- | ---- | ------------------ | ------------ |
| 辽宁朝阳站 | 0    | 辽宁省朝阳市龙城区 | 京沈客运专线 |
| 巴图营站   | 35   | 辽宁省朝阳市北票市 |              |
| 锦州北站   | 82   | 辽宁省锦州市古塔区 |              |
| 凌海南站   | 105  | 辽宁省锦州市凌海市 | 秦沈客运专线 |